# Je suis malade (album)
Pour la chanson, voir Je suis malade (chanson).
Albums de Serge Lama
Superman
(1971) Chez moi
(1974)
Je suis malade est un album de Serge Lama, sorti en 1973.

## Histoire
Le disque marque un tournant dans la carrière de Serge Lama : la reconnaissance et de son premier véritable grand succès auprès du public, notamment dû à celui de la chanson Je suis malade (dans un premier temps rendue célèbre grâce à la reprise faite par Dalida), issue de sa collaboration avec Alice Dona qui en a composé la musique,.
Plusieurs chansons de l'album sont devenus des classiques du répertoire de Lama, Les P'tites Femmes de Pigalle (qui a reçu un Oscar de la chanson française en 1974), mais aussi Les Glycines, La chanteuse à vingt ans, L'Enfant d'un autre, ou encore Le gibier manque et les femmes sont rares.

## Réception
Les ventes de l'album se chiffrent à 1 119 600 exemplaires.

## Titres
Les textes sont de Serge Lama.
| No  | Titre                                     | Musique                         | Durée |
| --- | ----------------------------------------- | ------------------------------- | ----- |
| 1.  | Je suis malade                            | Alice Dona                      | 3:59  |
| 2.  | Les Glycines                              | Yves Gilbert, Jean-Claude Petit | 2:25  |
| 3.  | La Chanson des pêcheurs                   | Yves Gilbert                    | 2'55  |
| 4.  | La Fronde                                 | Yves Gilbert, Jean-Claude Petit | 2:40  |
| 5.  | La Crise de nerfs                         | Yves Gilbert, Jean-Claude Petit | 1:50  |
| 6.  | Dans l'espace                             | Yves Gilbert                    | 3:35  |
| 7.  | La chanteuse a vingt ans                  | Alice Dona                      | 3:10  |
| 8.  | L'Enfant d'un autre                       | Alice Dona                      | 2:55  |
| 9.  | Les P'tites Femmes de Pigalle             | Jacques Datin                   | 2:30  |
| 10. | Mariages d'un jour                        | Alice Dona                      | 2:40  |
| 11. | À chaque son de cloche                    | Yves Gilbert                    | 3:45  |
| 12. | Le gibier manque et les femmes sont rares | Alice Dona                      | 2:35  |